# Senditron

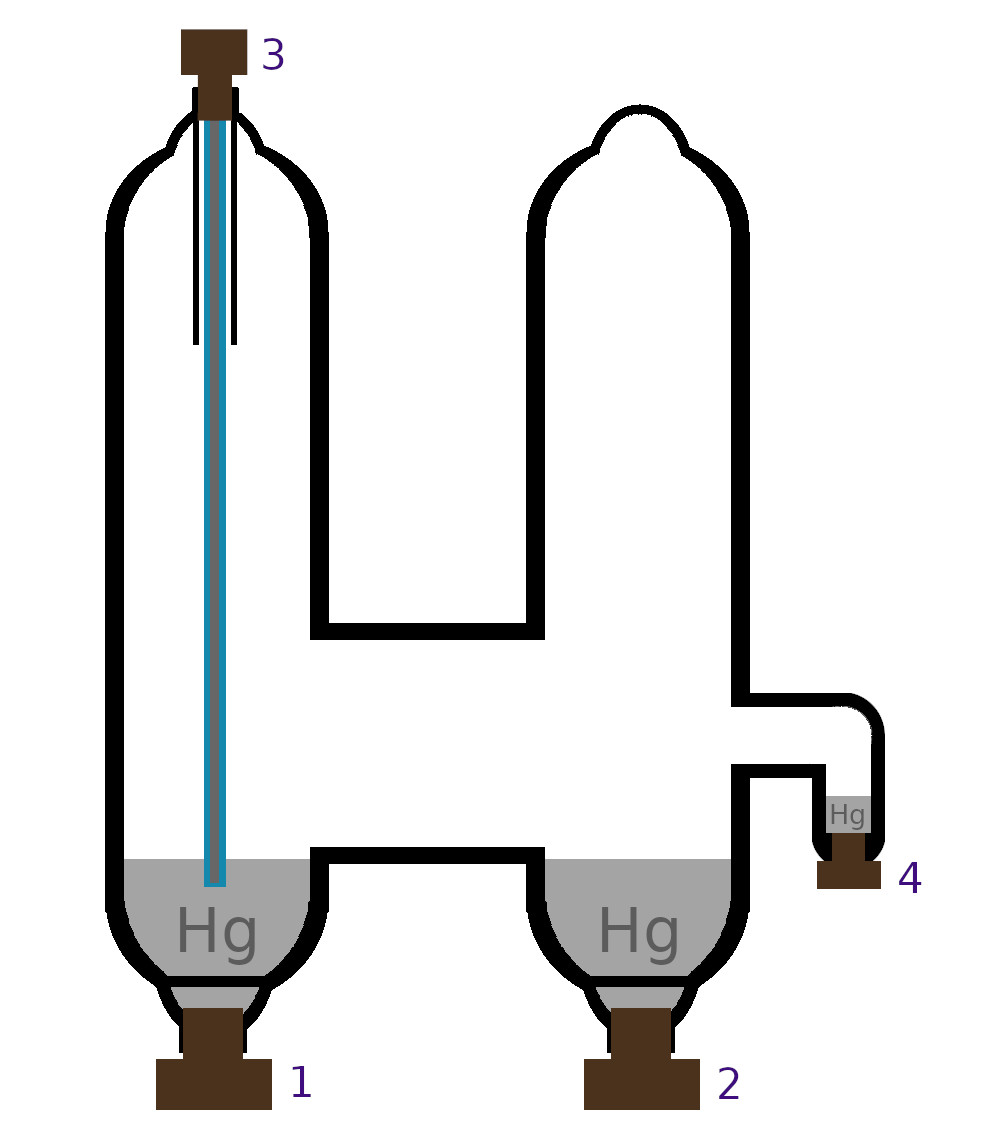
Schematische Zeichnung eines Senditrons; 1 Kathode, 2 Anode, 3 Zündelektrode, 4 Hilfsanode

Als Senditron wird eine mit Hilfe einer Zündelektrode steuerbare Variante des Quecksilberdampfgleichrichters bezeichnet, welche bis in die 60er-Jahre häufig in der Industrie Verwendung fand. Im Unterschied zum Quecksilberdampfgleichrichter wird bei dieser Röhrenart auf die ununterbrochene Aufrechterhaltung der Hauptentladung bzw. des Kathodenflecks verzichtet; der Vorteil dieses Röhrentyps ergibt sich stattdessen aus der trägheitslos auslösbaren und zeitlich genau definierbaren Entladung.

## Aufbau
Ein Senditron besteht aus zwei Glaskolben, welche im unteren Drittel über ein ebenfalls aus Glas bestehendes Zwischenstück miteinander verbunden sind. Der unterste Teil beider Glaskolben ist mit Quecksilber gefüllt und verfügt jeweils über eingeschmolzene Durchführungen, die aufgrund der auftretenden Schaltströme entsprechend groß dimensioniert sind. Die Kathodenseite der Röhre verfügt zusätzlich über eine am oberen Kolbenende eingeschmolzene Zündelektrode, welche vollständig mit einem Überzug aus nichtleitendem Material versehen ist und in das Quecksilber der Kathode "Kathodensumpf" eintaucht. Einige Zentimeter über dem Quecksilberreservoir der Anode befindet sich seitlich ein nach unten abgewinkelter Glasfortsatz für die Hilfsanode, welcher ebenfalls Quecksilber enthält und über eine eingeschmolzene Durchführung kontaktiert wird.

## Funktion
Im üblichen Betrieb sind Zündelektrode und Hilfsanode direkt miteinander verbunden. Wenn zwischen Kathode und Zündelektrode eine Spannung von einigen Kilovolt angelegt wird erfolgt die kapazitive Zündung, da trotz der isolierend beschichteten Zündelektrode ein genügend hohes elektrisches Feld entsteht, um eine Elektronenemission des Quecksilbers zu initiieren. Durch die während dieses Vorgangs geschaltete Hilfsanode werden diese Elektronen soweit beschleunigt, dass sie in der Lage sind Quecksilberatome zu ionisieren und die Hauptentladung einzuleiten. Da Anode, Kathode sowie Hilfsanode aus Quecksilber bestehen und daher keiner nennenswerten Abnutzung unterliegen, ist die Erosion der isolierenden Beschichtung der Zündelektrode der einzige Faktor, welcher die Lebensdauer der Röhre definiert.

## Anwendung
Senditrons kamen in Punktschweißgeräten zum Einsatz. Durch die antiparallele Schaltung von zwei Röhren ist es möglich die Wechselspannung im Primärkreis des Schweißtransformators zeitlich exakt zu schalten und so reproduzierbare Schweißstellen hoher Güte zu erhalten. Ein anderes Anwendungsgebiet war die Anwendung als Schaltelement in Hochleistungsstroboskopen, um so die Drehzahl von z. B. Propellern oder großen Motoren zu ermitteln. 